# ダネルMGL
ダネルMGLは、南アフリカのアームスコー社が開発した、回転式チャンバーを持ち、連発が可能な擲弾発射器。「アームスコー MGL」「ミルコウ MGL」とも呼ばれる。

## 概要
ダネルMGLは、イギリスのエクスカリバーMk.IIと同じ、回転式弾倉をもつ擲弾発射器である。
イギリスのMk.IIは暴動鎮圧用に開発されたので、非殺傷のグレネード弾を使用するが、それに対してこのMGLは軍用に開発されており、NATO（北大西洋条約機構）で使用されている40x46mmグレネード弾を使用するため、殺傷力をもつ。
ダブルアクションであるため、引き金を引くたびにグレネードが発射される。弾倉の中央部に設置されている軸を前方に引き、フレームの上部を軸にして上にスイングさせると弾倉およびバレルを開くことが可能。
弾倉上部には、大きく仰角をつけられる小型光学サイトが装備されている。
平均400mほどの射程を誇る対人榴弾・対戦車榴弾、警察で使用する非殺傷のゴム弾・催涙弾・発煙弾などが製造されている。
南アフリカ軍および警察が対ゲリラ用に正式採用している他にも数ヶ国に輸出され、使用されている。MGLはクロアチアで「RGB-6」の名で正式採用されており、最近は改良型の「MGL-140」がアメリカ軍に制式採用されている。MGL-140は弾倉の長さが若干だが延長され、M4カービンのストックに似たスライド式のストックやピカティニー・レールを装備している。重量は6,000gに増加、全長は661mm/787mmに延長されている。銃身を短くしたモデルがアメリカ海兵隊ではM32A1、アメリカ特殊作戦軍ではMk 14 Mod 0.の名称で採用されている。

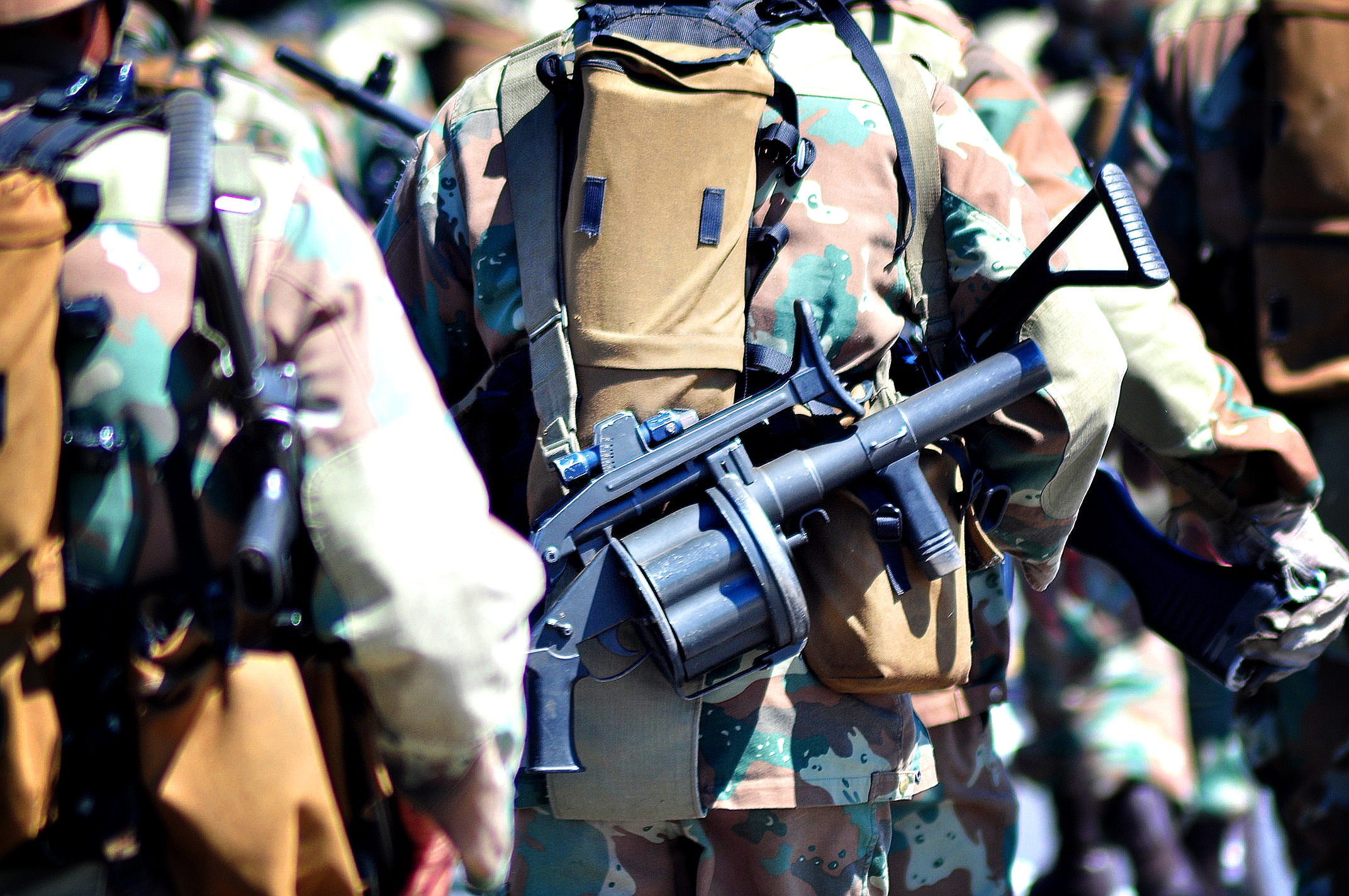
MGLを担いだ南アフリカ国防軍の兵士
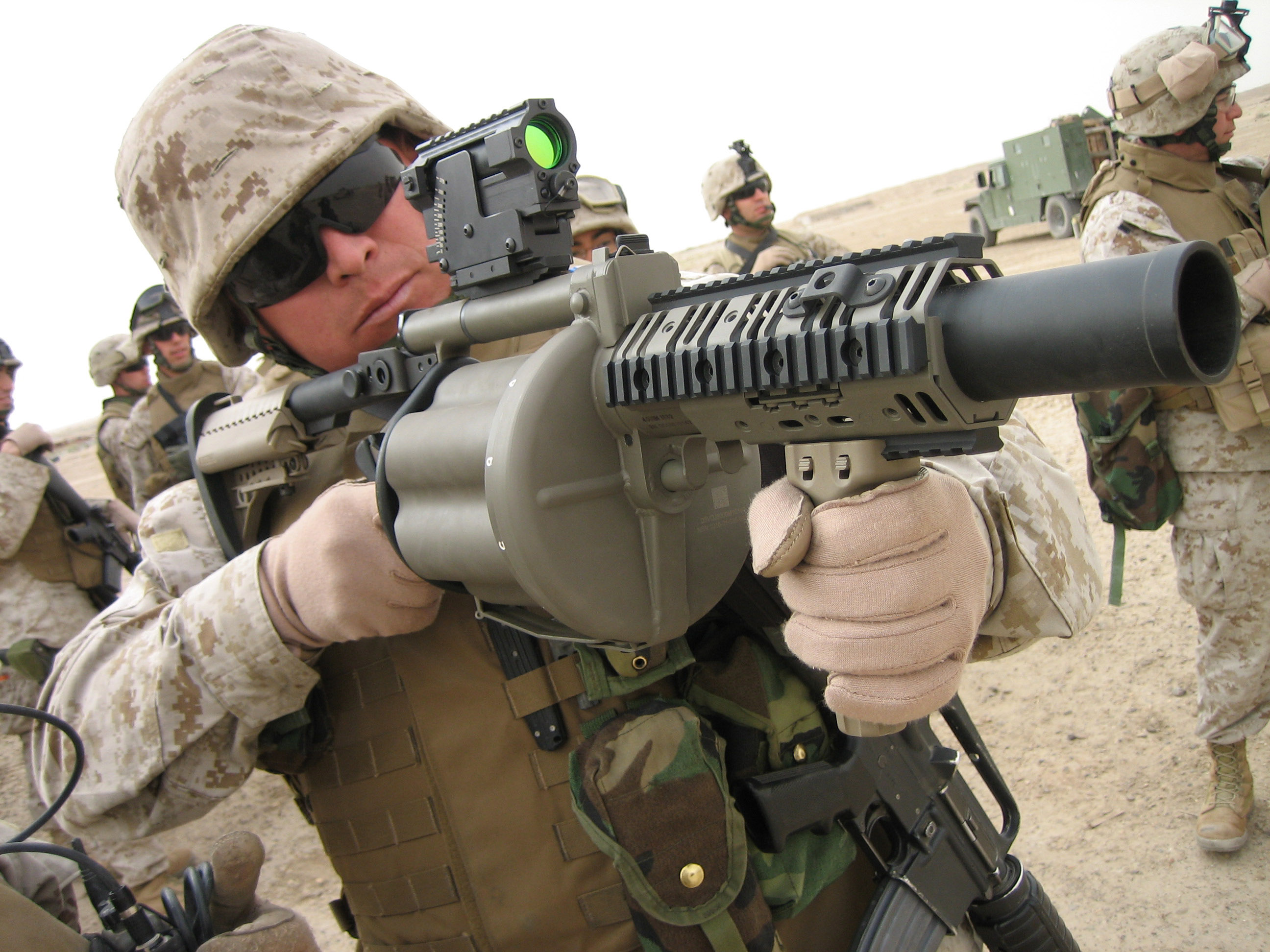
イラクでMGL-140を構えるアメリカ海兵隊の兵士
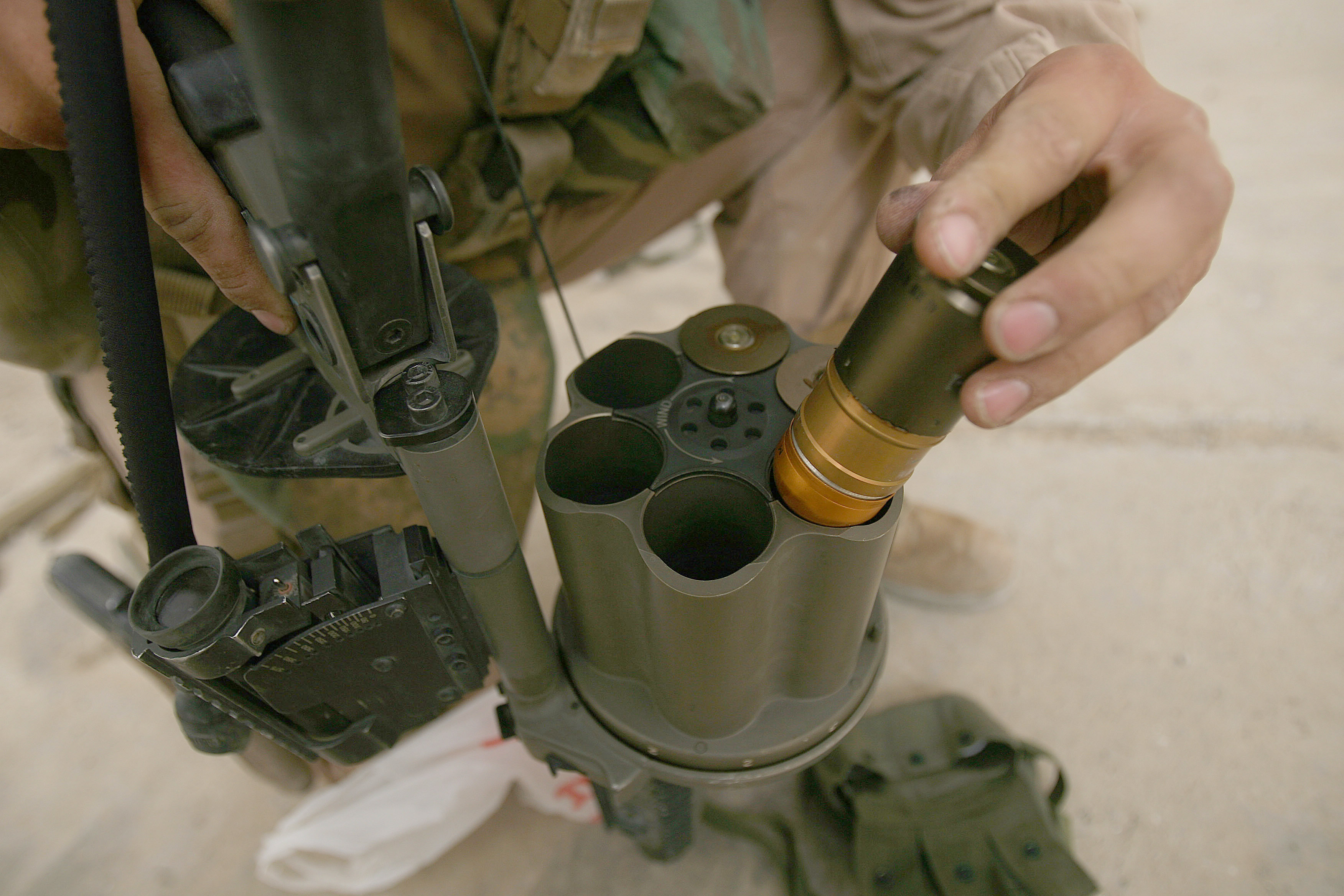
回転式チャンバーに擲弾を装填している

## 派生型
- セルビア
- トルコ - MKE社が「40mm GRENADE LAUNCHER / ROVELVER」として製造。

## 主な採用国
- ブラジル
- チリ
- コロンビア
- クロアチア
- デンマーク
- インド
- マレーシア
- メキシコ
- ペルー
- 中華民国
- 南アフリカ共和国
- スリランカ
- アメリカ合衆国

## 登場作品

### 映画・テレビドラマ
『アイアンマン2』
ハマー・インダストリーズの社長であるジャスティン・ハマーがアメリカ空軍へ武器の売り込みをしようとする際、MGL-140をFN F2000などとともに紹介する。
『インセプション』
イームス（トム・ハーディ）が使用する。
『エクスペンダブルズ2』
エクスペンダブルズの一員であるガンナー・ヤンセンが、MGL-140を空港での銃撃戦時などで使用する。
『エンド・オブ・キングダム』
セント・ポール大聖堂の銃撃戦で、救急隊員に変装したテロリストが使用。警護車両2台と、大聖堂の扉を破壊する。最終的には、主人公マイクが射手を射殺し、無力化される。
『オール・ユー・ニード・イズ・キル』
アメリカ統合防衛軍の基地内に置かれてある。
『刑事ナッシュ・ブリッジス』
『ターミネーター:ニュー・フェイト』
T-800（アーノルド・シュワルツェネッガー）が使用。
『トランスフォーマー』
ディセプティコンたちの装甲にAPDS弾が有効であることが判明したため、終盤の対ディセプティコン戦において、アメリカ陸軍のウィリアム・レノックス大尉たちが、APDS弾を装填したMGL-140をメインウェポンとして使用する。
『トランスフォーマー/リベンジ』
対ディセプティコン特殊部隊NEST（ネスト）の隊員が使用。
『トランスフォーマー/ダークサイド・ムーン』
NESTの隊員が使用。
『トランスフォーマー/最後の騎士王』
対トランスフォーマー部隊「TRF」、アメリカ陸軍兵士が使用。
『パトリオット・デイ』
HRTの隊員が使用。、爆弾テロの犯人、ジョハル・ツァルナエフが逃げ隠れた、ボートに向け、閃光弾による威嚇射撃を行う。
『マン・オブ・スティール』
C-17の乗員が襲撃してきたクリプトン星人に対して使用。

### アニメ・漫画
『アルドノア・ゼロ』
第3話にて、二ロケラスの浮遊型外部カメラの視界を遮るべく、主人公たちが煙幕を張るためにMGL-140を使用する。
『烏丸学園ガンスモーキーズ』
『シティーハンター 新宿プライベート・アイズ』
劇中の決戦パートで美樹が使用。劇中では通常の榴弾の他にスマートフォンと接続した観測用カメラ弾を使用している。
『ブラック・ラグーン』
『めいどぐらし』
『ルパン三世 血の刻印 〜永遠のMermaid〜』
峰不二子が、氷室邸の武器庫にあったMGL-140を奪取して使用する。
『ルパン三世 PART5』
第23話において護送部隊との戦闘の際に次元大介が使用。
『ワイルダネス』
『ワールドトリガー』
メテオラ（炸裂弾）を発射するガンナー用トリガーとして影浦隊の北添隊員が使用

### 小説
『ソードアート・オンライン オルタナティブ ガンゲイル・オンライン』
主人公の親友、フカ次郎（篠原美優）が使用。仮想空間ゆえの超筋力で両手に二丁持ちで運用する。話が進むにつれ、スモーク弾頭やプラズマ弾頭なども使用する。
『ピノキオ急襲』
特殊部隊「サイレント・コア」の土門康平（ジャンガリアン）と大城雅彦（キャッスル）が使用する。

### ゲーム
『007 慰めの報酬』
『ARMA 2』
独立拡張パック"Operation Arrowhead"に登場。
『Far Cry 2』
武器屋で購入可能。実物と異なり、装弾数が4発。耐久度があり、使用し続けるとジャムを起こしたり、暴発したりする。
『Just Cause』
「Mako Hammerhead」の名称で登場する。
『Killing Floor』
同ゲーム内の店舗にて約2,500ポンドで購入可能。着弾時の噴煙とリロード時間の長さに目を瞑れば強力な武器である。
『Operation Flashpoint: Dragon Rising』
アメリカ海兵隊陣営で使用可能なグレネードランチャーとして登場する。
『WarRock』
がらっちゃ！などで登場。スコープを使用する場面は少ない。
『アンチャーテッドシリーズ』
『UC2』
『UC3』
「M32」という名称で登場する。M79 グレネードランチャーとは異なり、リボルバー式のため連続射撃が可能である他、射程が短くなり放物線を描いて飛ぶ様になっている。
『ガンサバイバー4 バイオハザード HEROES NEVER DIE』
『グランド・セフト・オートV』
「グレネード・ランチャー」という名称で登場。実物同様外見の弾倉の数は6発分しかないにもかかわらず、装弾数は10発となっている。
『ゴーストリコン』
『コール オブ デューティシリーズ』
『CoD:BO2』
キャンペーンおよびマルチプレイのキルストリークに「ウォーマシーン」という名前で登場する。
『CoD:BO3』
「War Machine」の名称で近代化改修を施したものが登場する。
『CoD:G』
「MK32」の名称で登場する。
『CoD:AW』
『CoD:MW(2019)』
「MGL-32」の名称でキャンペーン・Coopモードのみ登場する。
『CoD:WZ』
レジェンドティアのサプライボックスから低確率でドロップする。
『CoD:MWII』
「RGL-40」の名称でキャンペーン・Coopモードのみ登場する。
『ソードアート・オンライン フェイタル・バレット』
「GL6」の名称で登場。リボルバー弾倉部が六角形にアレンジされている。榴弾タイプをフカ次郎、焼夷弾タイプをエギルが使用する。
『大乱闘スマッシュブラザーズX』
スネークが最後の切り札で使用。スペアを使用して12発発砲可能だが、撃ち切らない内に制限時間に達すると終了してしまう。
『バイオハザードシリーズ』
『バイオハザード5』
『バイオハザード RE:3』
『RE:3』では、オリジナルの弾薬「マインスロアー弾」が登場する。
『バトルフィールドシリーズ』
『BF2』
『BF4』
特定のマップに配置されており、名称が「M32 MGL」になっている。
『ブルーアーカイブ -Blue Archive-』
百鬼夜行連合学院に所属する生徒、和楽チセが使用。
『マーセナリーズ2 ワールド イン フレームス』
「グレネードランチャー」という名称で登場する。ユニバーサル石油の傭兵部隊が使用する。
『魔女っ娘ア・ラ・モードII 〜光と闇のエトランゼ〜』
『メタルギアシリーズ』
『MGS2』
クロアチア軍仕様であるRGB6が登場。
『MGS4』
アメリカ軍仕様であるMGL-140が登場。ボス敵であるレイジング・レイブンが攻撃に使用。レイブンに勝利すると戦利品として使用する事が可能となる。
『地球最後の日』